# Campeonato Africano de Balonmano Junior Masculino de 2022
El Campeonato Africano de Balonmano Junior Masculino de 2022 fue realizado en Kigali, Ruanda del 20 al 27 de agosto de 2022. Egipto fue el campeón, al derrotar a Argelia 15-35 en la final.

## Final clasificación
| Rank              | Team                |
| ----------------- | ------------------- |
| Medalla de oro    | Egipto              |
| Medalla de plata  | Argelia             |
| Medalla de bronce | Túnez               |
| 4                 | Angola              |
| 5                 | Marruecos           |
| 6                 | Libia               |
| 7                 | República del Congo |
| 8                 | Ruanda              |